# Nicotiana tomentosa
Nicotiana tomentosa är en potatisväxtart som beskrevs av Hipólito Ruiz López och Pav. Nicotiana tomentosa ingår i släktet tobak, och familjen potatisväxter. Utöver nominatformen finns också underarten N. t. leguiana.

## Bildgalleri

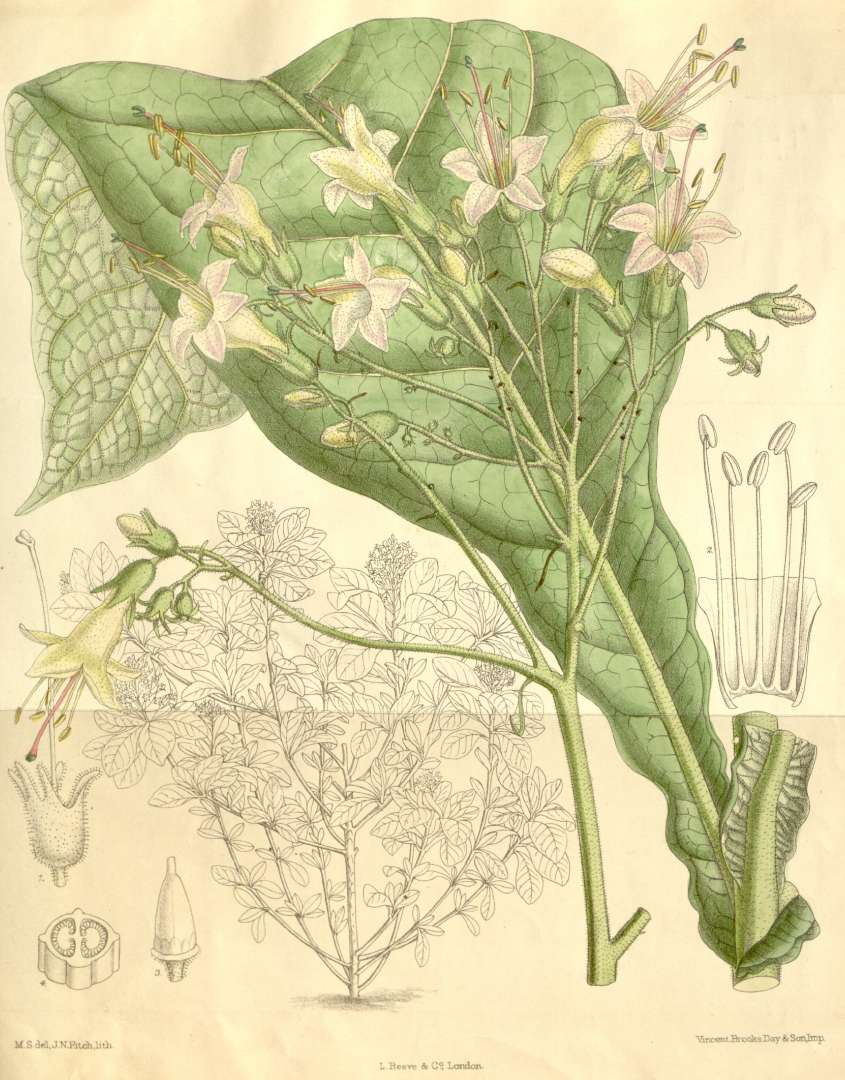